# Taneto
Taneto (Tanèi in dialetto reggiano) è una frazione del comune di Gattatico in provincia di Reggio nell'Emilia. Sorge nella classica campagna reggiana, caratterizzata da vasti appezzamenti agricoli. Dista 3,1 chilometri da Gattatico ed è situato nei pressi della Via Emilia e del torrente Enza che divide la provincia di Reggio Emilia da quella di Parma. Deriva il suo nome da Tannetum, un municipio romano attualmente identificata da alcuni con il paese di Sant'Ilario d'Enza in provincia di Reggio Emilia, da altri invece proprio con il piccolo centro di Taneto, a circa 1 km a nord di tale paese, in virtù della chiara persistenza toponomastica della città scomparsa 
La frazione è raggiungibile in autostrada grazie al casello dell'Autostrada A1 "Terre di Canossa - Campegine".

## Storia
Plinio il Vecchio ricorda per la Regio Octava augustea il demotico Tannetani. Tannetum è inoltre definita polis da Flegonte . Polibio  e Livio  la ricordano per la prima volta nel 218 a.C., all'interno delle operazioni militari connesse con le fasi di fondazione delle colonie latine di Placentia e Cremona. I triumviri incaricati della deduzione, a seguito di una sollevazione di genti galliche, furono costretti a riparare a Mutina e il pretore Lucio Manlio, partito con la sua legione per soccorrerli, fu a sua volta attaccato dai Galli e dovette trincerarsi a Tannetum ad attendere l'intervento dell'altro pretore, Gaio Atilio .
Nella tarda antichità il centro si riduce a un semplice villaggio e viene citato dall'Itinerarium Burdigalense di IV secolo d.C.  non come civitas ma come semplice mutatio: questa riduzione progressiva, che porta fino alla scomparsa del centro, che ne rende oggi difficoltosa l'ubicazione.
L'ubicazione di Tannetum con Sant'Ilario d'Enza è una ipotesi supportata da diversi dati, tra cui:
- le ipotizzate persistenze del disegno urbano romano negli attuali isolati del paese [11];
- resti di abitazioni databili ad età imperiale nel cantiere ex Nielsen e in via Podgora. Nel primo, si rinvennero strutture che sembrano orientate come l'attuale percorso della via Emilia; nel secondo, in uno scavo di ridotte dimensioni, si rinvennero una pavimentazione in opus signinum e altri brevi lacerti murari.
- il ritrovamento di un tratto di selciato stradale, recante i segni del passaggio delle ruote dei carri, rinvenuto nel 1920 da F. Proni al di sotto dell’attuale via Emilia.

Tuttavia la recente presentazione del Piano Strutturale Comunale (PSC) del Comune e della relativa, aggiornata, cartografia archeologica riporta pochi rinvenimenti riferibili all'età romana nel centro storico di Sant'Ilario d’Enza e la grande maggioranza di essi si riferisce a contesti funerari. 
A favore invece dell'ubicazione di Tannetum con Taneto vi sono altri dati:
- lungo la strada che collega Sant'Ilario a Taneto (attuale SP 38) sono stati rinvenuti resti di abitazioni romane;
- alcune aree di dispersione ceramica nelle campagne di Taneto [12] e di cinque sepolture in località Corte Giordani, poco a sud-est di Taneto[13];
- l’analisi di alcune tracce individuabili in fotografie aeree che descrivono un andamento ellittico, con asse maggiore di circa 40 m ed asse minore di 25, interrotto ai lati opposti dell’asse maggiore da due avancorpi aperti verso la campagna circostante. L’anomalia potrebbe essere identificata con un’arena anfiteatrale. Le due aperture sembrerebbero costituire gli ambitus di ingresso all'edificio e l’ellissi corrispondere alla sola arena di una tipologia anfiteatrale tipica dei centri minori, come ad esempio quello di Roselle.

Nell'Agosto del 2016 sono iniziate le indagini archeologiche che durano tuttora in questa zona da parte dell'Università "La Sapienza" di Roma e Università della Danimarca Meridionale (di Odense), sotto la guida dell'archeologo reggiano Paolo Storchi che nel 2014 aveva identificato la traccia corrispondente all'anfiteatro della città scomparsa.
Leggenda vuole che la fine di Tannetum sia attribuita all'assedio di un re longobardo perché rimasta fedele all'Imperatore d'Oriente.
Dopo secoli di buio in corrispondenza dell'Alto Medioevo, si trova una testimonianza dell'esistenza di un centro abitato in un documento risalente al 1299, conservato in Curia a Reggio Emilia, nel quale viene citata per la prima volta la chiesa di Taneto.
Per tutto il Medioevo e fino all'Ottocento ripetute ridefinizioni dei confini diocesani e ducali opposero Taneto a Sant'Ilario d'Enza, che furono divisi per secoli dal solo canale della Spelta.